# Nunsploitation
Nunsploitation ist ein Filmgenre und zählt zum Bereich des Erotik- und Exploitation-Films. Der Name ist ein Kofferwort aus Nun, dem englischen Wort für Nonne, und Exploitation, die Bezeichnung für ein Filmgenre mit Billigproduktion und drastischen Darstellungen. Der Begriff bezieht sich auf Exploitationfilme, die Nonnen und Klöster zum Thema haben.

## Geschichte
Nunsploitation steht in der jahrhundertealten Tradition der Erzählungen über fehlgeleitete, geschändete oder sexuell abartige Ordensschwestern. Beispiele dafür finden sich bei Giovanni Boccaccio (Il Decamerone, 1351), Pietro Aretino (Ragionamenti, 1600) oder Denis Diderot (La religieuse, 1762). Entsprechende Filme kamen vor allem in den 1970ern aus Italien, Japan, Spanien, Großbritannien und den Philippinen. Heute sind Überbleibsel dieses Genres in Pornofilmen zu begutachten.

## Soziokultureller Kontext
Der Höhepunkt von Nunsploitation-Filmen findet sich in entsprechenden italienischen Produktionen aus den 1970er Jahren. Dabei profitierte man von dem gesunkenen Einfluss des Vatikans auf den kulturellen Konsum. Der hohe Ausstoß an Nunsploitation-Filmen ist in Zusammenhang mit den sinkenden Zuschauerzahlen in den italienischen Kinos seit den frühen 1960ern zu sehen. Durch spekulative Inhalte und Nacktszenen, wie sie vom damaligen Fernsehen nicht angeboten wurden, hoffte man auf hohe Einnahmen bei vergleichsweise günstigen Produktionsbedingungen. Stilistisch beeinflusst wurden die Nunsploitation-Filme von den italienischen Sexkomödien der 1960er, die teilweise bereits jenes Ambiente von Mittelalter und Renaissance als Hintergrund wählten (z. B. L'armata Brancaleone von Mario Monicelli, 1966), das auch für die Nunsploitation-Filme dominierend sein würde. Außerdem orientierte man sich an der vorhandenen Literatur, vornehmlich an Boccaccio und Aretino. Insgesamt war die Nonne zunächst eher eine Episodenfigur und rückte erst allmählich zur Protagonistin in gänzlich monothematischen Filmen auf. Auch von ihrem Anspruch her seriöse Filme wie The Devils (Ken Russell, 1971) oder Il Decameron (Pier Paolo Pasolini, 1971) griffen das Thema auf und sorgten für Nachahmer im Trashfilm-Sektor. Schließlich war es auch die Geschichte der unzölibatären, mit einem Mann lebenden und Kinder zeugenden sowie zur Strafe eingemauerten Nonne von Monza, Virginia de Levya, die die Fantasie von Filmemachern beschäftigte, was zunächst zu satirischen (Il monaco di Monza, Sergio Corbucci 1963), dann eher sexuell ausgerichteten und expliziteren Produktionen führte (z. B. La monaca di Monza, Eriprando Visconti 1969).

## Motive
Wiederkehrendes Thema dieser Filme ist die Frau, die gegen ihren Willen zur Nonne gemacht wird, zumeist als Strafe für vorherige Verstöße gegen die Moral. Im Kloster wird dann oft der – auch gemeinsamen oder gegenseitigen – Masturbation gefrönt, zwischen den Nonnen entstehen erotische oder sexuelle Bindungen oder Geschlechtsverkehr wird mit einem eingeschmuggelten Mann ausgeführt. Die Übergänge zwischen religiöser und sexueller Ekstase werden als fließend dargestellt. Regelmäßig müssen Sünden bestraft werden, wobei die Nonnen barbusig gepeitscht werden und erneut sexuelle Konnotationen geboten werden. Letztlich müssen die Umtriebe der Nonnen immer wieder von männlichen Kirchenautoritäten unterbunden werden.

## Nunsploitation-Filme (Auswahl)
- 1971: Die lüsternen Nonnen des Boccaccio (Fratello homo sorella bona), Regie: Mario Sequi
- 1972: Die Nonnen von Clichy (Les demons), Regie: Jess Franco
- 1972: Le notti peccaminose di Pietro l'Aretino, Regie: Manlio Scarpelli
- 1973: Die Nonne von Verona (Le Monache di Sant'Arcangelo), Regie: Domenico Paolella
- 1974: Die sündigen Nonnen von St. Valentin (Le scomunicate di San Valentino), Regie: Sergio Grieco
- 1974: Castigata – Die Gezüchtigte (Flavia, la monaca musulmana), Regie: Gianfranco Mingozzi
- 1977: Die Liebesbriefe einer portugiesischen Nonne, Regie: Jess Franco
- 1980: L'altro inferno, Regie: Bruno Mattei
- 1981: Das süße Leben der Nonne von Monza (La vera storia della monaca di Monza), Regie: Bruno Mattei
- 2021: Benedetta, Regie: Paul Verhoeven